# Stefano Gabbana
Stefano Gabbana (ur. 14 listopada 1962 w Mediolanie) – włoski projektant, kreator i stylista modowy, współzałożyciel prestiżowego domu mody Dolce & Gabbana.

## Życiorys
We wczesnej młodości nie wiązał swojej przyszłości z modą. Studiował projektowanie graficzne w Mediolanie. Planował zajmować się reklamą.
W 1980 podczas prac asystenckich spotkał Domenico Dolce. Od tej pory pracowali razem, a w 1982 założyli wspólną firmę, kontynuując jednocześnie projekty dla innych. Ich pierwsza kolekcja pod własną marką z 1986 zdobyła międzynarodowe uznanie. Pierwszy sklep otworzyli w 1989 w Japonii, a w 1990 po raz pierwszy zaprezentowali kolekcję męską i uruchomili butik dla kobiet w Mediolanie. Obecnie D&G należy do najbardziej rozpoznawalnych marek na świecie.
W 2000 publicznie poinformował, że jest gejem i pozostaje w nieformalnym związku z Domenico Dolce. Para zamieszkała razem, jednak w lutym 2005 ogłosili separację. Mimo rozstania nadal wspólnie prowadzą dom mody.
Majątek projektanta szacuje się na 1,28 mld dolarów.